# 2008 au Mali
Chronologie du Mali
2006 au Mali - 2007 au Mali - 2008 au Mali - 2009 au Mali - 2010 au Mali
2006 par pays en Afrique - 2007 par pays en Afrique - 2008 par pays en Afrique - 2009 par pays en Afrique - 2010 par pays en Afrique

## Chronologie
- Une épidémie de méningite s’est abattue sur l’Afrique de l'Ouest. Au Mali, 138 cas de méningites, dont 16 ayant entraîné la mort, ont été enregistrés entre le 1er janvier 2008 et le 21 février 2008 principalement dans les régions de Sikasso et de Mopti[1].

### Janvier
- Selon une étude d'une équipe internationale de chercheurs publiée aux États-Unis le 22 janvier 2008, un essai clinique d’un vaccin anti-paludéen a donné des résultats positifs, provoquant une forte réponse immunitaire chez les 40 adultes y ayant participé, sans présenter de risque. Des essais cliniques doivent être mené auprès de 400 enfants âgés de 1 à 6 ans. Ce vaccin est l’œuvre du centre de recherche et de formation sur le paludisme à l'Université de Bamako au Mali dirigé par le docteur Mahamadou A.Thera[2]

- L’équipe du Mali de football a participé à la Coupe d’Afrique des nations (CAN) organisé au Ghana du 20 janvier 2008 au 10 février 2008. Classé 3e dans le groupe B au premier tour, elle n’a pas participé à la phase finale.

### Avril
- Samedi 5 avril 2008, le Parti malien pour le progrès social (PMPS Ciwara Ton), réuni en congrès extraordinaire à la Maison des jeunes de Bamako, a décidé de se fondre dans l'Union pour la république et la démocratie (URD). Le PMPS, créé en 1991, était dirigé par Moriba Samaké[3].

- Le 29 avril 2008, Le Rassemblement national pour la démocratie (RND) fusionne avec l'Alliance pour la démocratie au Mali-Parti africain pour la solidarité et la justice (Adéma-Pasj) [4].

### Mai
- Le 13 mai 2008, le Parti pour l'unité, la démocratie et le progrès (PUDP) fusionne avec l’Alliance pour la démocratie au Mali-Parti africain pour la solidarité et la justice (Adéma-Pasj)[5].
- Le 24 mai 2008, la Convergence pour le développement du Mali (Codem) est créée par le jeune député de Sikasso Housseyni Guindo dit Paulo..

### Juin
- Le 7 juin 2008, le Parti pour la démocratie, la culture et l'intégration (PDCI) fusionne avec l’Alliance pour la démocratie au Mali-Parti africain pour la solidarité et la justice (Adéma-Pasj) [6].

### Juillet
- La 7e édition du Forum des peuples s’est tenu à Koulikoro du 6 au 9 juillet 2008 et a accueilli 940 délégués en provenance des différentes régions du Mali et de 14 autres pays d’Afrique, d’Amérique et d’Europe (Belgique, Bénin, Burkina Faso, Canada, Côte d’Ivoire, France, Guinée Conakry, Maroc, Mauritanie, Niger, Pays-Bas, République démocratique du Congo, Sénégal, Togo). Le Forum des peuples s’est ouvert par un symposium sur « L’Afrique dans la Mondialisation néolibérale : syndicats et mouvements sociaux en Afrique »[7].

### Octobre
- Vendredi 31 octobre 2008 : Les deux otages autrichiens, Wolfgang Ebner (51 ans) et Andrea Kloiber, 44 ans, ont été libérés par leurs ravisseurs dans la nuit après 252 jours de séquestration. Ils avaient été enlevés dans le sud tunisien en plein désert par un groupe armé se réclamant de la branche d'al-Qaida au Maghreb islamique, exfiltrés en Algérie puis gardés en territoire malien. Des bruits courent sur une rançon de cinq millions d'euros[8]

### Novembre
- Jeudi 27 novembre 2008 : L'association Asmae, créée par Sœur Emmanuelle, annonce son implantation à partir de janvier 2009 au Mali pour intervenir dans les domaines de l'éducation et de la santé, dans un pays où 48 % de la population vit en dessous du seuil de pauvreté et 1/3 des enfants de moins de cinq ans souffrent de malnutrition. Sur le plan de l'éducation, seuls 50 % des enfants sont solarisés en primaire et 10 % atteignent le niveau du brevet des collèges.

### Décembre
- Samedi 20 décembre 2008 : Un groupe rebelles touaregs a attaqué une garnison de l'armée malienne dans la zone de Nampala, à 500 km au nord-est de Bamako. Les combats ont fait 9 morts et 12 blessés parmi les militaires et 11 morts et de nombreux blessés parmi les assaillants.